# Grus
Grus Brisson, 1760 è un genere di uccelli della famiglia Gruidae.

## Tassonomia
Comprende le seguenti specie:
- Grus virgo  (Linnaeus, 1758) - damigella di Numidia
- Grus paradisea   (A.A.H.Lichtenstein, 1793) - gru del paradiso
- Grus carunculata  (J.F.Gmelin, 1789) - gru caruncolata
- Grus japonensis  (Statius Müller, 1776) - gru della Manciuria
- Grus americana  (Linnaeus, 1758) - gru americana
- Grus grus  (Linnaeus, 1758) - gru cenerina
- Grus monacha Temminck, 1835 - gru monaca
- Grus nigricollis Przewalski, 1876 - gru dal collo nero